# Shima (Fukuoka)
Shima (jap. 志摩町 Shima-machi) war eine Gemeinde im Landkreis Itoshima in der Präfektur Fukuoka, Japan. Am 1. Januar 2010 vereinigte sie sich mit Maebaru und Nijō zur Gemeinde Itoshima.

## Angrenzende Städte und Gemeinden
- Fukuoka
- Maebaru